# Chicago White Sox
Die Chicago White Sox sind ein Major-League-Baseball-Team in der Central Division der American League. Das Team trägt seine Heimspiele im Guaranteed Rate Field in Chicago, Illinois aus.
Die White Sox sind dreimaliger Gewinner der World Series, des wertvollsten Titels im Baseball. Bekennende Fans der White Sox sind der 44. Präsident der USA, Barack Obama sowie der 267. Papst Leo XIV.

## Geschichte

### Anfänge außerhalb der American League

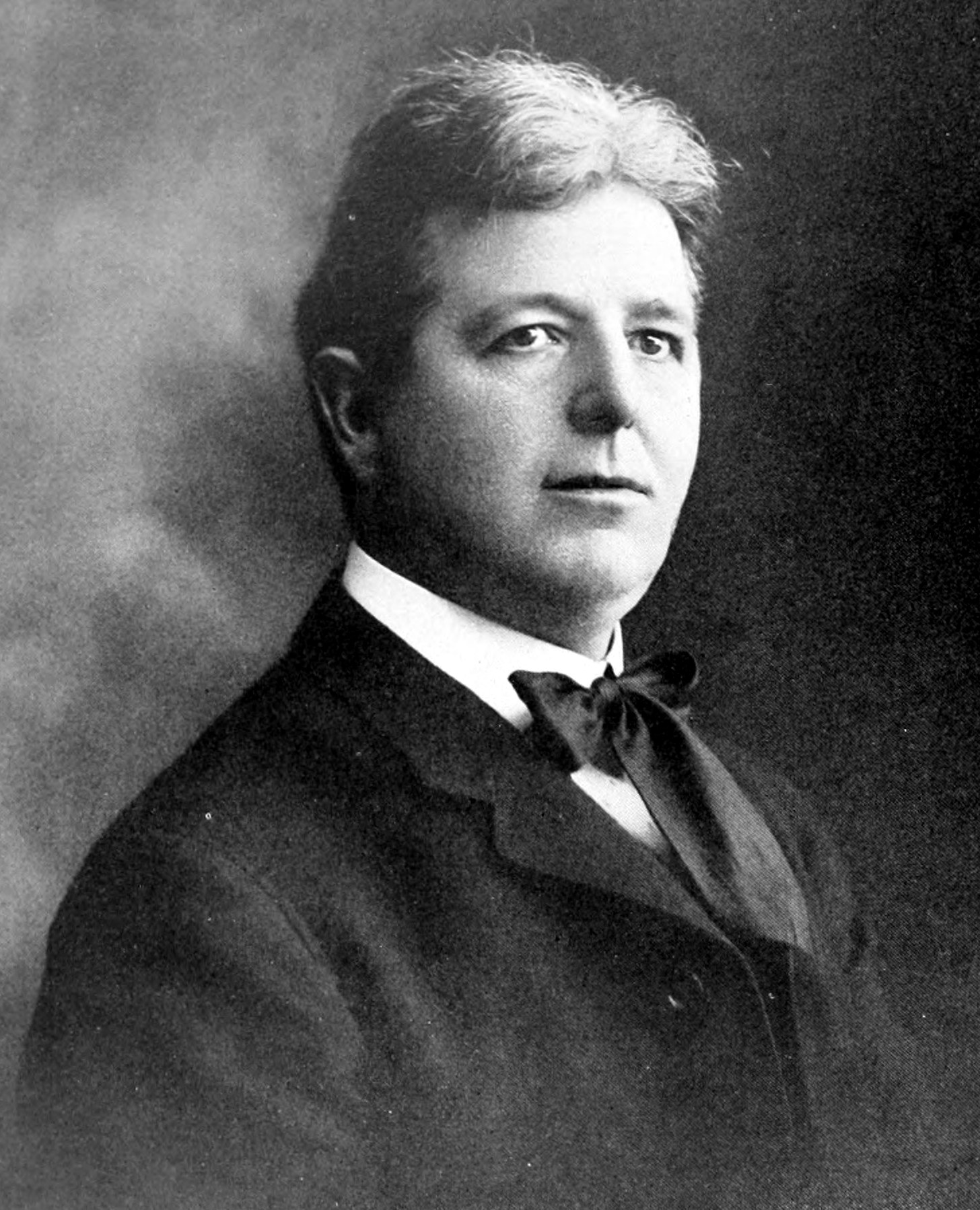
Charles Comiskey (circa 1910)

Die Chicago White Sox residierten bei ihrer Gründung 1894 als Amateurteam (Minor League) in Sioux City, Iowa und gehörten zunächst der Western League an. Ihr Inhaber Charles Comiskey zog nach dem Kauf mit dem Team zunächst nach St. Paul, Minnesota um. Als die Gründung der American League vorbereitet wurde, fragte Comiskey den Inhaber der Chicago Cubs, in der bis dato einzigen Major League National League ansässig, ob er im Südteil (South Side) von Chicago ein Team ansiedeln könne. Nach dessen Zustimmung fand der Umzug 1900 statt. Der zunächst gewählte Name Chicago White Stockings (englisch für Socken) wurde von den Zeitungen in den nächsten Jahren in Sox abgekürzt. Im ersten Jahr in Chicago gewannen die White Stockings den letzten Titel der noch als Minor League geltenden Western (baldigen American) League, was in manchen Statistiken als weiterer Titel mitgezählt wird.

### 1901 bis 1919
Im Rahmen der Gründung der American League (AL) wurden von den Besitzern der neuen Major-League-Franchises zahlreiche Spieler von den bisherigen Klubs abgeworben. Nun konkurrierten die White Stockings direkt mit den ortsansässigen Cubs, zumal einige Team-Mitglieder zuvor bei den Cubs gewesen waren (Pitcher und gleichzeitig Manager (Trainer) Clark Griffith, Nixey Callahan und der Second Baseman Sam Mertes). Gleich im ersten Jahr der AL gewannen die Sox die Meisterschaft und waren zudem das Team mit den meisten Zuschauern (über 350.000).
In den nächsten Jahren konnte dieser Erfolg zunächst nicht wiederholt werden, doch 1906 stand ein neues erfolgreiches Team bereit, das als „Hitless Wonders“ Furore machte. Der Name resultierte aus den statistisch gesehenen schlechten Hit-Werten (z. B. war der Schlag-Average mit .230 ligaweit der schlechteste Wert), doch der Erfolg kam mit den herausragenden Pitching-Leistungen von Frank Owen (22-13 Siege-Niederlagen), Ed Walsh und zwei weiteren herausragenden Startern. In der mittlerweile etablierten World Series gegen den Sieger der NL, die zum dritten Mal ausgetragen wurden, trafen die Sox auf ihren Ortsrivalen, die Cubs. Eher als Außenseiter wahrgenommen, gewannen die White Sox gleich bei der ersten Teilnahme auch ihre erste World Series mit 4-2 Siegen.
Der nächste Schritt war ab 1910 ein neues Stadion, nach dem Besitzer Comiskey Park genannt. Für Jahre waren die White Sox nicht am Titelrennen beteiligt, doch Mitte der 1910er Jahre wurde die Mannschaft mit Ausnahmespielern wie dem Second Baseman Eddie Collins, Catcher Ray Schalk und „Shoeless“ Joe Jackson verstärkt. Dies zahlte sich 1917 aus, als erneut die Meisterschaft in der AL errungen werden konnte. In der World Series spielten sie gegen die New York Giants und gewannen wieder mit 4-2. 1918 sah durch zahlreiche Abstellungen von Spielern wie Jackson, Collins und Urban „Red“ Faber für den Ersten Weltkrieg die White Sox nur auf Platz sechs von acht Teams in der AL, doch konnte nach dem Ende des Kriegs 1919 erneut die American League gewonnen werden.

### Skandal von 1919 und dessen Folgen

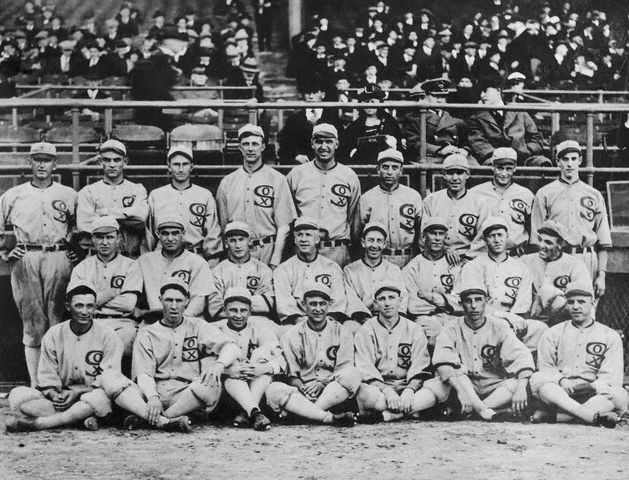
Chicago White Sox 1919

Der Einzug der Chicago White Sox in die Geschichtsbücher ist allerdings mit einem eher unrühmlichen Ereignis verknüpft: der im Sinne der Wettmafia „geschobenen“ (also absichtlich verlorenen) World Series 1919 gegen die Cincinnati Reds. Die acht Spieler, denen die Schieberei vorgeworfen wurden, waren: „Shoeless“ Joe Jackson, die Pitcher Eddie Cicotte und Claude „Lefty“ Williams, die Infielder Buck Weaver, Arnold „Chick“ Gandil, Fred McMullin und Charles „Swede“ Risberg, sowie Outfielder Oscar „Happy“ Felsch. Die Spieler wurden lebenslang vom professionellen Baseball gesperrt, obwohl sie von einem Gericht freigesprochen wurden. Die Mannschaft von damals wurde im Nachhinein als die „Black Sox“ bekannt.
Kurzfristige Folge der Gerüchte um die verschobene Serie war, dass sich kurz vor Ende der Saison 1920 Clubbesitzer Comiskey gezwungen sah, die verdächtigten Spieler aus dem Kader zu entfernen, was gleichbedeutend mit dem Verpassen der AL-Meisterschaft war. Langfristig fehlten nach den Prozessen und lebenslangen Sperren viele gute Spieler, so dass die White Sox fortan in der American League chancenlos waren. Die daraus resultierende Serie von Misserfolgen dauerte bis weit nach dem Zweiten Weltkrieg an.
Verfilmt wurde die Geschichte um dem „Black Sox“ Skandal 1988 in dem Film Acht Mann und ein Skandal, mit Charlie Sheen und John Cusack in den Hauptrollen.

### Erstes All-Star Game 1933
Im Comiskey Park fand am 6. Juli 1933 das erste All-Star-Game der Major League Baseball statt, das die American League mit 4:2 gewann.

### Meisterschaft 1959
In den 1950er Jahren wurden die White Sox wieder konkurrenzfähig. Als Folge des aggressiven Base-Runnings entstand zunächst der Spitzname Go-Go-Sox. Mit dem Eigentümerwechsel von der Familie Comiskey auf Bill Veeck 1959 kam zusätzlich eine neue Zirkus-ähnliche Komponente ins Spiel. Veeck war zuvor bereits Eigentümer der Cleveland Indians und der St. Louis Browns gewesen und konnte durch viel Werbung, Feuerwerk und mehr die Zuschauerzahlen erheblich steigern (neuer Franchise-Rekord 1959 mit über 1,4 Mio. Zuschauern).
Das Team zeigte darüber hinaus gute Leistungen und gewann den AL-Pennant mit 5 Spielen Vorsprung. In der darauffolgenden World Series gewannen die White Sox das erste Spiel gegen die Los Angeles Dodgers 11:0, musste dann aber drei Niederlagen hinnehmen. Trotz eines Siegs in Spiel 5 mussten die Sox daheim im sechsten Spiel den Dodgers zum Gewinn der World Series gratulieren. Für diese Erfolge waren der Cy-Young-Award-Gewinner Early Wynn, der Shortstop Luis Aparicio und der Second Baseman Nellie Fox verantwortlich.
In der Zeitspanne zwischen 1957 und 1965 mussten die Sox fünfmal nur den in dieser Periode fast unschlagbaren New York Yankees den Vortritt lassen, insbesondere der zweite Platz im Jahr 1964 trotz 98 Siege war ernüchternd. Zu dieser Zeit waren die Sox im Übrigen das erste Team mit Spielernamen auf dem Trikotrücken. Veeck gab aus Gesundheitsgründen 1961 das Team an die Brüder Arthur und John Allyn ab. Ende der 1960er Jahre waren die White Sox nicht mehr konkurrenzfähig, 1970 wurden sie letzte mit 106 Niederlagen. Ab 1972 ging es wieder aufwärts, auch wegen Bill Melton (Third Base) und Dick Allen, MVP der Saison 1974. 1975 wurde wieder Veeck Eigentümer, und zurück waren die bunten Zeiten: 1976 führte er für ein Spiel schwarze Shorts als Spieler-Kleidung ein. 1979 musste nach einer Anti-Disco-Demonstration, der Disco Demolition Night, mit der Sprengung von Schallplatten im Rahmen eines Doppel-Spieltags das zweite Spiel wegen Zuschauerausschreitungen abgesagt werden. Den Zuschauern gefiel es: 1977 kamen 1,66 Mio. Zuschauer.

### 1980 bis 2004

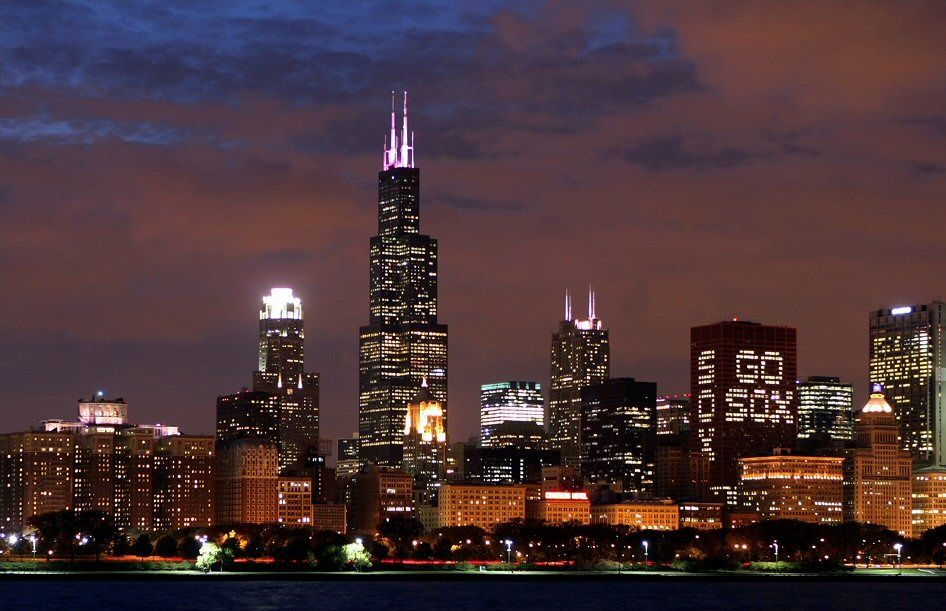
Ein Teil der Skyline von Chicago am Vorabend des Baseballspieles der Chicago White Sox.

In diese Zeitspanne fällt ein Sieg der AL West und damit der Kampf um den AL-Pennant in der Championship Series 1983 gegen die Baltimore Orioles (1-3 verloren). Mit der Drohung, das Team wegen der ausbleibenden Zuschauer nach Florida zu verlegen, schafften es die jetzigen Eigentümer Jerry Reinsdorf und Eddie Einhorn, dass ihnen die Stadt Chicago ein neues Stadion baute, den New Comiskey Park (gegenüber vom angestammten Stadion). Die Championship Series 1993 ging wieder verloren (gegen den späteren World Series Gewinner Toronto Blue Jays mit 2–4), Pitcher Jack McDowell gewann den Cy Young-Award.
In der dreigeteilten AL ab 1994 mussten sich die White Sox mehrfach den Cleveland Indians in der Central Division geschlagen geben. Ab 1998 verstärkten sie sich mit Aaron Rowand, Pitcher Mark Buehrle und Paul Konerko als First Baseman.

### World Series 2005
Die reguläre Saison der Central Division gewannen die White Sox mit 6 Spielen Vorsprung auf die Cleveland Indians bei insgesamt 99 Siegen und 63 Niederlagen. Die darauf folgende AL Division Series wurde deutlich mit 3 Siegen gegen die Boston Red Sox gewonnen.
Das erste Spiel der AL Championship Series gegen die Los Angeles Angels of Anaheim war die einzige Niederlage der kompletten Postseason. Die folgenden 4 Spiele wurden gewonnen. Damit gewannen die Sox den ersten AL Pennant seit 1959.

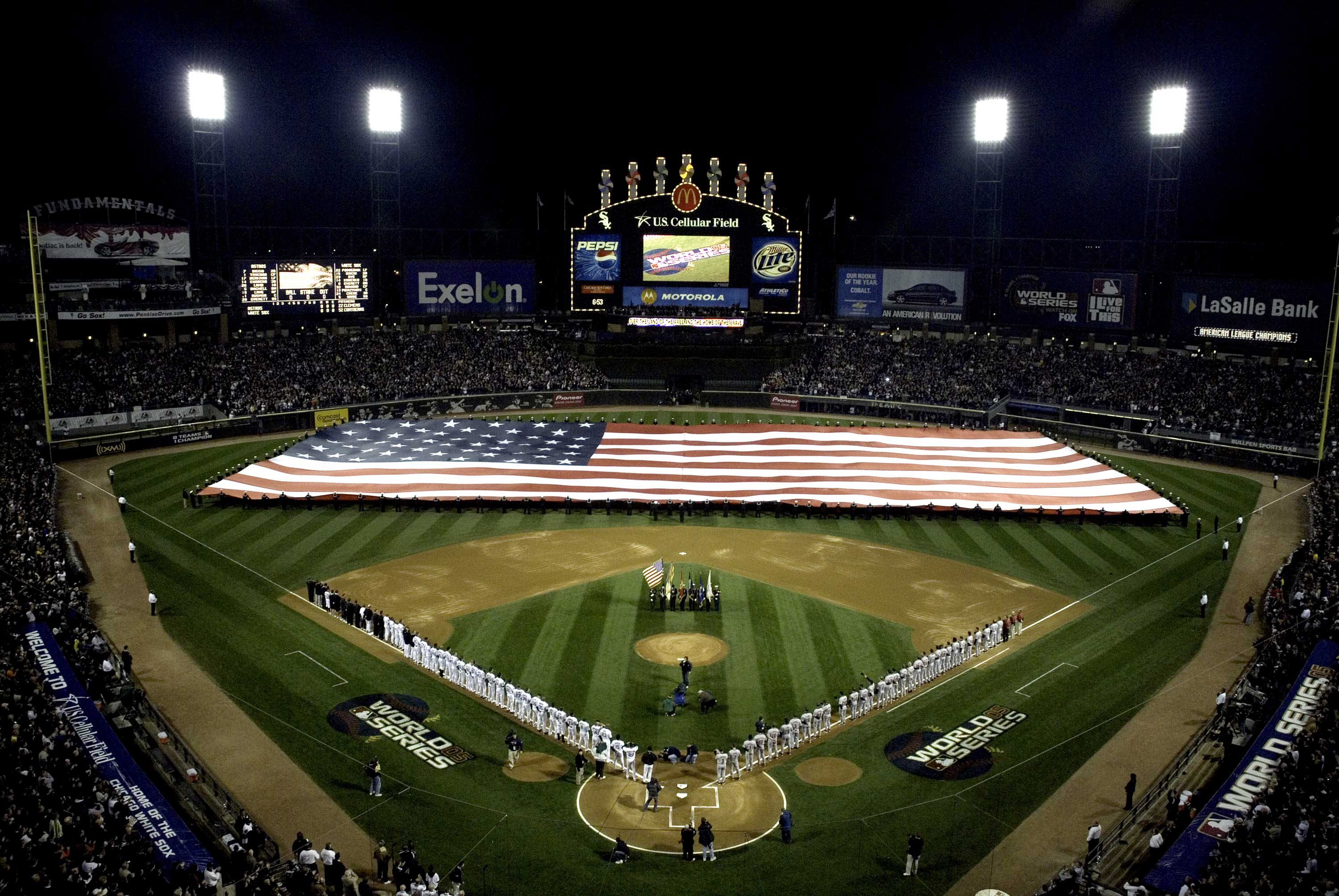
Eröffnung der World Series 2005 im U.S. Cellular Field

Am 26. Oktober 2005 gewannen die White Sox das vierte Spiel der World Series 2005 mit 1:0 gegen die Houston Astros und damit die World Series mit einem Sweep (oder auch Clean Sweep). Das war der dritte Titel der Chicago White Sox, 88 Jahre nach ihrem letzten Triumph in den World Series 1917.

### 2006 bis 2012

#### 2006
Nachdem die White Sox 2006 die meiste Zeit der Saison die Wildcard-Tabelle anführten, geraten sie zum Saisonende ins Schwanken. Die Sox verloren 15 der von 24 Spielen und dadurch ihren Playoff-Platz und die Chance erneut die World Series zu gewinnen. Das gelang das letzte Mal den New York Yankees 1999 und 2000. Die White Sox beendeten die Saison mit 90 Siegen und 72 Niederlagen. Die beste Saisonbilanz eines Nicht-Playoff-Teams 2006.
Zusätzlich zu Manager Ozzie Guillén, der als Manager des vorjährigen AL Champions auch das AL All-Star-Team anführt, waren 6 weitere Spieler der White Sox zum 77. All-Star-Game berufen. Das waren Pitcher Mark Buehrle, Bobby Jenks, Catcher A. J. Pierzynski, First Basemen Paul Konerko und Jim Thome sowie Right Fielder Jermaine Dye.
Pierzynski war der Letzte des 32 Spieler umfassenden Spielerfeldes. Er bekam die meisten Stimmen der Fans, die den letzten Spieler des Kaders in einer öffentlichen Wahl bestimmen können.

#### 2007
Am 18. April 2007 pitchte Mark Buehrle einen No-Hitter bei dem 6:0-Sieg der White Sox gegen die Texas Rangers. Buehrles einziger Fehler war der Walk von Sammy Sosa im 5. Inning. Doch Buehrle konnte Sosa beim nächsten Schlagmann mit einem Pick-Off „aus“ machen. Angerundet wurde die historische Nacht vor 25.390 Zuschauern im U.S. Cellular Field von einem Grand-Slam Home Run von Jermaine Dye und Single Solo Home Runs von Jim Thome.
Am 12. August 2007 im Spiel gegen die Seattle Mariners stellte Closer Bobby Jenks den Rekord ein, bei 41 aufeinander folgenden Battern keinen Hit zuzulassen. Den bisherigen Rekord stellte Jim Barr von den San Francisco Giants in zwei Spielen am 23. und 29. August 1972 auf. Am 20. August 2007 endete die Serie jedoch durch einen Base Hit von Kansas City Royals Outfielder Joey Gathright. Sein Mitspieler Mark Buehrle brach diesen Rekord am 28. Juli 2009 mit 45 aufeinanderfolgenden Battern.
Am 16. September schlug Jim Thome seinen 500. Home Run im 9. Inning gegen die Los Angeles Angels of Anaheim. Thome ist der erste Spieler, der in einer White Sox Uniform seinen 500. Home Run schlug.
Die Saison schlossen die White Sox mit einem Record von 72–90 auf dem 4. Platz der Central Division ab.

#### 2008
Am 14. August schlugen Jim Thome, Paul Konerko, Alexei Ramirez und Juan Uribe bei 4 aufeinanderfolgenden At-Bats (deutsch: am Schlag sein) jeweils Home Runs. Dies war das 6. Mal in der Geschichte der Major League Baseball.
Am 29. September schlug Alexei Ramirez seinen 4. Grand Slam Home Run der Saison, beim 8:2-Sieg der White Sox über die Detroit Tigers. Damit stellte er einen neuen Major League Rekord für einen Rookie auf. Und es war gleichzeitig ein neuer White Sox Rekord mit insgesamt 12 Grand Slam Home Runs in einer Saison.

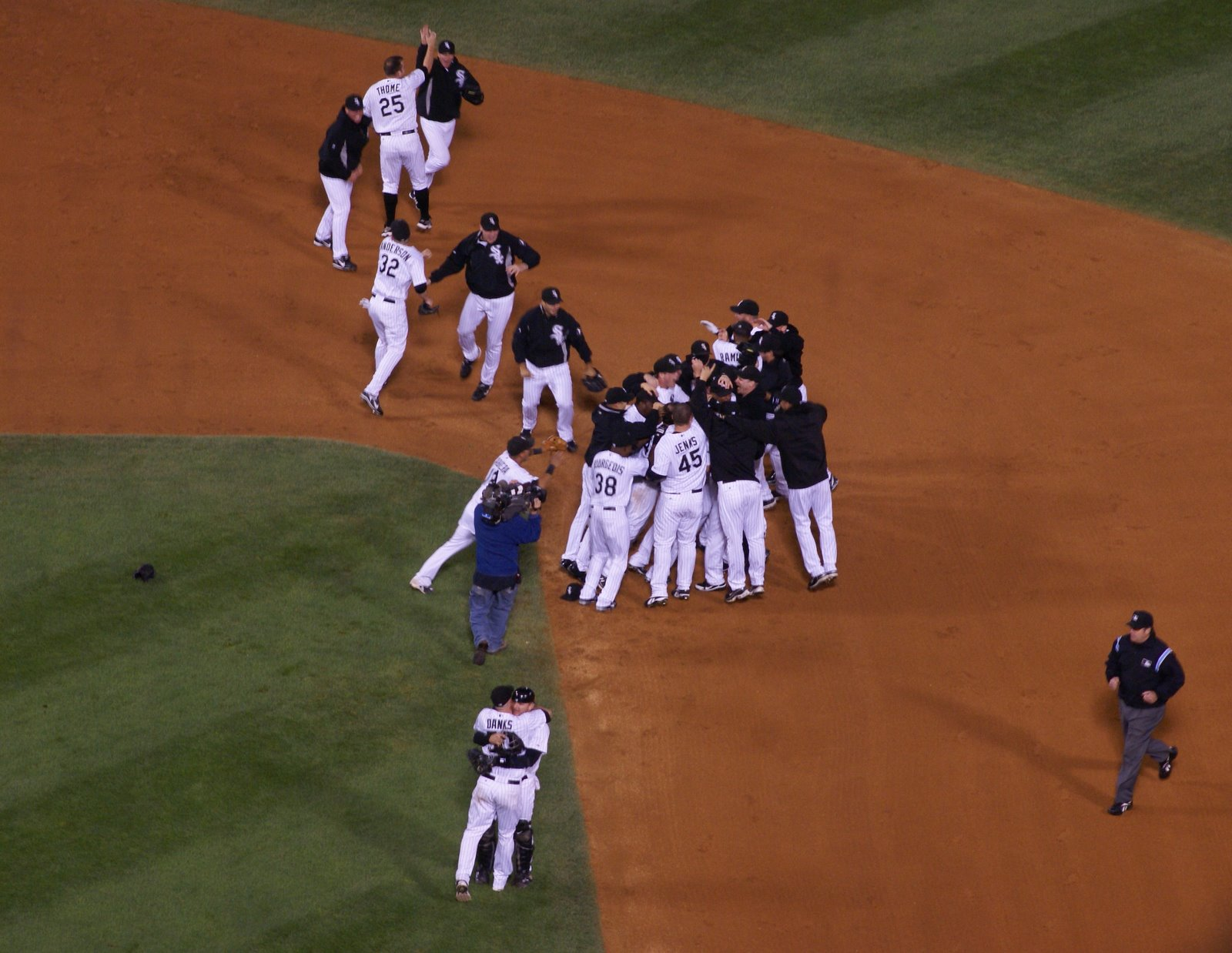
Die White Sox feiern den Sieg nach dem Entscheidungsspiel gegen die Twins

Doch der Gewinner der American League Central 2008 konnte erst am 30. September in einem Tie-Breaker-Spiel gegen die Minnesota Twins im U.S. Cellular Field ermittelt werden, da beide Teams die reguläre Saison mit dem identischen Ergebnis von 88–74 beendeten. Die Chicago White Sox riefen alle Fans auf, zu dem Spiel ganz in schwarz gekleidet zu erscheinen. Da sich fast 100 % der Fans an der Aktion beteiligten, ging das Spiel als „The Blackout“ Game in die Geschichte ein.
Das Spiel endet äußerst knapp mit einem 1-0 für die White Sox, dank eines Homesruns von Jim Thome im siebten Inning. Damit wurde das Spiel zu dem Tie-Breaker mit den wenigsten Punkten in der MLB-Geschichte.
Dieses Entscheidungsspiel stellte eine weitere Besonderheit dar. Es war das erste Mal in der langen Geschichte der MLB, dass eine Mannschaft an drei aufeinanderfolgenden Tagen gegen drei verschiedene Teams spielte. Am 28. September das letzte reguläre Spiel der Saison gegen die Cleveland Indians (5–1 gewannen die White Sox), am 29. September ein Nachholspiel gegen die Detroit Tigers (8–2 für die White Sox) und am 30. September der Tie-Breaker gegen die Minnesota Twins.

#### 2009
Am 23. Juli 2009 warf Pitcher Mark Buehrle ein Perfect Game gegen die Tampa Bay Rays. Es war der zweite No-Hitter seiner Karriere, die er beide für die White Sox warf. Während der Pressekonferenz nach dem Spiel erhielt er einen Anruf von President Barack Obama, der ihm zu seinem Spiel gratulierte.

#### 2010
Am Eröffnungsspieltag der Saison 2010, am 5. April gegen die Cleveland Indians, machte Starting Pitcher Mark Buehrle einen spektakulären Spielzug. Im 5. Inning schlug Lou Marson den Ball in Richtung Pitchers Mound. Dort traf der Ball Buehrle am Fuß und rollte daraufhin ins Foul Territory. Im Laufen nahm er den Ball mit seinem Handschuh auf, warf ihn, ohne zurückzuschauen, zwischen seinen Beinen zum First Base. Paul Konerko fing den Ball mit bloßen Händen und tagte Marson zum zweiten „Aus“. Die White Sox gewannen das Spiel 6–0.
Paul Konerko brach im April 2010 den White-Sox-Rekord von 11 Home Runs innerhalb eines Monats.
Am 29. August, vor dem Spiel gegen die New York Yankees, wurde Frank Thomas mit seinem Porträt und der, seitdem nicht mehr vergebenen Rückennummer, 35 an der Outfieldwand des Leftfields im U.S. Cellular Field geehrt.
Die Saison 2010 beendeten die White Sox hinter den Minnesota Twins als Tabellenzweite, mit einem Record von 88–74.

#### 2012
Am 21. April 2012 warf Philip Humber das dritte Perfect Game in der Geschichte der Chicago White Sox gegen die Seattle Mariners im Safeco Field in Seattle. Es war das 21. Perfect Game in der MLB-Geschichte.
In der Saison 2012 standen die White Sox bis 10 Spieltage vor Saisonende insgesamt 126 Tage an der Spitze der Tabelle der AL Central Division. Sie beendeten die Saison mit 3 Spielen Rückstand auf dem 2. Platz (85–77) und verpassten somit die Teilnahme an der Postseason.

### Platzierungen der letzten Jahre
| American League Central 2006–2018 |            |            |            |            |            |            |
| Jahr                              | 1.         | 2.         | 3.         | 4.         | 5.         | Postseason |
| 2006                              | MIN (6.0)  | DET (5.0)  | 90 – 72    | CLE (12.0) | KC (28.0)  | ––         |
| 2007                              | CLE (24.0) | DET (16.0) | MIN (7.0)  | 72 – 90    | KC (3.0)   | ––         |
| 2008                              | 89 – 74    | MIN (1.0)  | CLE (7.5)  | KC (13.5)  | DET (14.5) | ALDS       |
| 2009                              | MIN (7.5)  | DET (6.5)  | 79 – 83    | CLE (14.0) | KC (14.0)  | ––         |
| 2010                              | MIN (6.0)  | 88 – 74    | DET (7.0)  | CLE (19.0) | KC (21.0)  | ––         |
| 2011                              | DET (16.0) | CLE (1.0)  | 79 – 83    | KC (8.0)   | MIN (16.0) | ––         |
| 2012                              | DET (3.0)  | 85 – 77    | KC (13.0)  | CLE (17.0) | MIN (19.0) | ––         |
| 2013                              | DET (30.0) | CLE (29.0) | KC (23.0)  | MIN (3.0)  | 63 – 99    | ––         |
| 2014                              | DET (17.0) | KC (16.0)  | CLE (12.0) | 73 – 89    | MIN (3.0)  | ––         |
| 2015                              | KC (19.0)  | MIN (7.0)  | CLE (5.0)  | 76 – 86    | DET (2.0)  | ––         |
| 2016                              | CLE (16.5) | DET (8.5)  | KC (3.0)   | 78 – 84    | MIN (19.0) | ––         |
| 2017                              | CLE (35.0) | MIN (18.0) | KC (13.0)  | 67 – 95    | DET (3.0)  | ––         |
| 2018                              | CLE (29.0) | MIN (16.0) | DET (2.0)  | 62 – 100   | KC (4.0)   | ––         |

 Die farbig unterlegten Zellen beschreiben das eigene Abschneiden in der AL Central, die Zahlen in Klammern die Abstände zu den anderen Teams am Ende der Saison.

WC = Wild Card, ALDS = AL Division Series erreicht, ALCS = AL Championship Series erreicht, AL = AL Pennant (World Series verloren), WSC = World Series Champion

## Nicht mehr vergebene Nummern
| 2 Nellie Fox 2B seit 1976 | 3 Harold Baines RF/DH Coach seit 1989 | 4 Luke Appling SS Coach seit 1975 | 9 Minnie Miñoso LF Coach seit 1983 | 11 Luis Aparicio SS seit 1984 | 14 Paul Konerko 1B seit 2015 | 16 Ted Lyons P Manager seit 1983 | 19 Billy Pierce P seit 1983 | 35 Frank Thomas 1B/DH seit 2010 | 56 Mark Buehrle P seit 2017 | 72 Carlton Fisk C seit 1997 | 42 Jackie Robinson bei allen Teams der MLB seit 1997 |

## Minor-League-Teams der Chicago White Sox
Zum Franchise der White Sox gehören folgende Minor-League-Teams:
| Level  | Team                    | League                  | Location                                      |
| ------ | ----------------------- | ----------------------- | --------------------------------------------- |
| AAA    | Charlotte Knights       | International League    | Charlotte, North Carolina                     |
| AA     | Birmingham Barons       | Southern League         | Hoover, Alabama                               |
| A+     | Winston-Salem Dash      | Carolina League         | Winston-Salem, North Carolina                 |
| A      | Kannapolis Intimidators | South Atlantic League   | Kannapolis, North Carolina                    |
| Rookie | Great Falls Voyagers    | Pioneer League          | Great Falls, Montana                          |
| Rookie | Arizona White Sox       | Arizona League          | Arizona                                       |
| Rookie | DSL White Sox           | Dominican Summer League | Boca Chica, Santo Domingo, Dominican Republic |